# Michel Mohrt
Michel Mohrt (* 28. April 1914 in Morlaix; † 17. August 2011 in Paris) war ein französischer Schriftsteller und Mitglied der Académie française.

## Leben und Werk
Trotz des deutsch klingenden Namens gehörte Michel Mohrts Elternhaus zum traditionalistisch-bretonischen Milieu; politisch stand es der Action française nah, in der es eine Vertreterin royalistischer Positionen sah. 1934 schloss er ein Studium der Rechtswissenschaft in Rennes ab. 1937 schrieb er sich für ein Jahr bei der dortigen Anwaltskammer ein. 1939 kämpfte er an der Alpenfront gegen italienische Truppen und erhielt für seinen Einsatz bei einem italienischen Angriff das Croix de guerre. 1942 war er unter dem Vichy-Regime kurz Mitglied im paramilitärischen Service d’ordre légionaire. Er solidarisierte sich mit bretonischen Separatisten von Breiz Atao, die ihrerseits bereit waren, sich dem nationalsozialistischen Deutschen Besatzern anzuschließen.
Nach dem Krieg entging er einer Strafverfolgung wegen Kollaboration und wurde Anwalt in Marseille. 1945 stellte ihn der Verlag Éditions Robert Laffont als Lektor ein. Ein Jahr später wurde er literarischer Programmdirektor des Verlags Éditions Variété in Montréal. Später lehrte er an der Yale University. 1952 nahm er eine Stelle bei Éditions Gallimard an und leitete dort bis zu seinem Tod das gesamte angelsächsische literarische Programm. Sein Verdienst war es, dass William Faulkner, Jack Kerouac und William Styron in französischer Übersetzung erschienen.
Sein bekanntester Roman, La Prison maritime, 1962 erschienen, handelt vom Leben eines Matrosen und seinen Kämpfen mit den Elementen. Stilistisch ist er stark beeinflusst von Robert Louis Stevensons Schatzinsel. Mohrt schrieb rund 40 Romane, die sich in solch großer Szenerie abspielten und in denen er häufig die Perspektive der Unterlegenen einnahm.
Die dunkle Seite dieser Perspektive zeigte sich in Mon royaume pour un cheval, 1949 erschienen. Der Roman ist eine Chronik der deutschen Besatzungszeit, erzählt aus der Sicht derjenigen, die sich mit den Besatzern identifizierten,

« cette race d’homme faite pour vivre entre hommes, race de moines et de soldats durs à eux-mêmes comme aux autres, race de demi-soldes, éternelle race des héros, des terroristes et des saints. »

„dieser Menschenrasse, geschaffen, unter Männern zu leben, Rasse von Mönchen und Soldaten, so hart zu sich selbst wie zu anderen, Rasse von billig Verkauften, ewige Rasse von Helden, Terroristen und Heiligen.“

Der Protagonist dieses Romans ist Jean Bassompierre, Miliz-Kommandant und Gründer des Service d’ordre légionnaire in Vichy, Mitglied der SS-Division Charlemagne. Bassompierre wurde von der Résistance erschossen.
Mohrt bekannte sich offen zu den Schriftstellern Pierre Drieu la Rochelle, Paul Morand, Marcel Jouhandeau, Robert Brasillach und Louis-Ferdinand Céline, die der Kollaboration nahestanden.
1985 wurde Mohrt auf den Sessel Nr. 33 der Académie française berufen, denjenigen von Voltaire. Jean d’Ormesson hieß ihn mit folgenden Worten willkommen:

« Vous êtes breton, catholique et sauvage. J’ai voulu vous saluer dans votre langue natale qui fut celle de Renan, d’un Charles Le Goffic ou d'un Jean Guéhenno. »

„Sie sind Bretone, katholisch, und wild. Ich wollte sie in ihrer Muttersprache begrüßen, der Sprache von Renan, Charles le Goffic und Jean Guéhenno“

Und er fügte auf bretonisch hinzu:

“Aotrou, ni a zo laouen oc’h heti d’eoc’h digemer vad e breuriezveur ar galleg.”

„Mein Herr, wir freuen uns, Sie in der großen Bruderschaft der französischen Sprache willkommen zu heißen.“

Neben seiner Arbeit als Schriftsteller und Lektor war Mohrt Literatur- und Filmkritiker bei Le Figaro und später beim Fernsehen. Er schrieb Artikel für zahlreiche Publikationen. Er starb im Alter von 97 Jahren an einem Infarkt.

## Auszeichnungen
- 1962 Grand prix roman der Académie française sowie Prix Bretagne für La Prison maritime
- 1970 Grand prix de la critique littéraire für die Essaysammlung L’Air du large
- 1983 Grand prix de littérature der Académie française für sein Lebenswerk
- 1990 Grand prix du roman der Stadt Paris
- 1992 Prix Trevarez für Un soir à Londres